# Złota jesień polskiego średniowiecza
Złota jesień polskiego średniowiecza – książka autorstwa historyka Henryka Samsonowicza, w której przedstawia on dzieje Polski między 1370 a 1569 rokiem na szerokim tle historii Europy. Praca swoim tytułem nawiązuje do dzieła Johana Huizingi Jesień średniowiecza.

## Charakterystyka
Praca ta zaliczana jest do czołowych dzieł polskiej historiografii. Napisana płynnym, komunikatywnym językiem, przeznaczona jest nie tylko dla specjalistów-historyków, ale również szerszego grona adresatów. Autor analizuje historię Polski w schyłkowym okresie średniowiecza i początku nowożytności, w bardzo wszechstronnym ujęciu (polityka, kwestie ustrojowe, gospodarcze, kulturowe i społeczne). Przyjmuje się, że jest to optymistyczne spojrzenie na epokę panowania Jagiellonów w Polsce i stanowi istotne uzupełnienie badań i charakterystykę dziejów monarchii stanowej w państwie polsko-litewskim.
Drugie wydanie ukazało się w 2001 w Wydawnictwie Poznańskim, zaś trzecie w 2014 w opracowaniu Wydawnictwa Nauka i Innowacje.

## Tematyka pracy według rozdziałów[2][6][7]
I. Epoka przełomu
W rozdziale tym autor analizuje sytuację u schyłku średniowiecza w Europie Zachodniej, zachodzące tam przemiany o charakterze społeczno-gospodarczym i na tym tle sytuuje położenie państwa polskiego w obliczu zmian, jakie mają je dotknąć w najbliższej przyszłości.
II. Bilans późnego średniowiecza w Polsce
W tej części przybliżone są ogólne przemiany gospodarcze, społeczne, polityczne i kulturalne w granicach państwa polsko-litewskiego w horyzoncie czasowym określonym ramami chronologicznymi pracy. Jest to punkt wyjścia do szczegółowych rozważań w dalszych częściach opracowania.
III. U podstaw Rzeczypospolitej Obojga Narodów
Rozdział ten poświęcony jest przybliżeniu zagadnienia związku łączącego Polskę z Litwą. Jak zauważa sam autor: „Mało które wydarzenie w dziejach Polski było tak brzemienne w konsekwencje, jak unia z Litwą”.
IV. O urządzeniu Rzeczypospolitej
Ta część pracy dotyczy kwestii związanych z pozycją rycerstwa-szlachty w połączonych unią państwach, genezy ustroju Rzeczypospolitej szlacheckiej i zakresu uprawnień poszczególnych urzędników, sejmu walnego oraz monarchy.
V. Gospodarstwo
We fragmencie tym autor przybliżył zagadnienia ekonomiczne Polski, ukazując je na tle zmian w krajach Europy Zachodniej. Jednocześnie przedstawił metody badawcze, jakich używał docierając do określonych wniosków i ustaleń, pokazując ponadto swoje umiejętności i sprawność w tym zakresie.
VI. Umysłowość społeczeństwa
Rozdział ten poświęcony jest ukazaniu obyczajów poszczególnych stanów społecznych, źródeł, z jakich czerpały one swoje postawy, wreszcie rysujące się na horyzoncie wzajemne społeczne uprzedzenia i narastające konflikty.
VII. Kościół i życie religijne
Ta część książki obejmuje rozważania związane nie tylko z życiem religijnym, ale również poziomem intelektualnym ówczesnych ludzi Kościoła. Autor również rozważa, jaka była rola Kościoła w społeczeństwie.
VIII. Warunki bytu materialnego
W tym fragmencie przedstawiono styl i poziom życia materialnego mieszkańców ziem polskich, ze szczególnym uwzględnieniem aktywności mieszczan w tym zakresie.
IX. Sztuka
Przedostatni rozdział również zawiera opis miejsca polskiej sztuki gotyckiej na tle europejskim. Autor przedstawił także jej przybliżanie niższym warstwom społecznym.
X. U źródeł nowożytnej polityki
Zwieńczeniem pracy są rozważania na temat miejsca Polski w układzie geopolitycznym na początku XVI w.